# Ангел Вушков
Ангел Костов Вушков е български политик от Българската комунистическа партия и кмет на Враца.

## Биография
Роден е на 15 ноември 1940 г. в село Борован. Завършва селската гимназия, а след това и педагогика и история в Софийския университет. От 1964 до 1965 г. е курсант в Централната комсомолска школа. През 1979 г. завършва Академията за обществени науки в Москва. През 1960 г. става секретар на ДКМС в Борован. В периода 1961 – 1967 г. е последователно завеждащ отделите „Работническа младеж“, „Учащи“, „Пропаганда и агитация“, както и секретар по организационните въпроси в Окръжния комитет на ДКМС. Между 1968 и 1973 г. е завеждащ сектор „Образование“ и отдел „Пропаганда и агитация“ в Окръжния комитет на БКП във Враца. В периода март 1973 – 1976 г. е председател на Окръжния съвет за изкуство и култура, а от юни 1976 до септември 1977 г. е заместник-председател на Изпълнителния комитет на Окръжния народен съвет. От 1979 г. е първи секретар на Общинския комитет на БКП в Борован. Кмет е на Враца от 1981 до 1983 г. В периода 1983 – 1990 г. е секретар на Градския комитет на БКП във Враца. През 1990 г. става заместник-директор на смесено българо-украинско предприятие „Славянец“. Остава на тази позиция до 1999 г.